# Centro di supporto e sperimentazione navale
Il Centro di supporto e sperimentazione navale (CSSN) della Spezia è un ente dell’area tecnico-operativa del Ministero della Difesa.
Fu costituito nel 2007 dalla fusione di tre enti di studio e sperimentazione: Mariperman, Marimissili e Mariteleradar Livorno e dipende dal comando logistico della Marina militare (MARICOMLOG). Ebbe alle sue dipendenze le Navi esperienze tecnologiche "Martellotta" e "Rossetti" che in seguito all'ultima riorganizzazione della Marina Militare, con decorrenza 14 ottobre 2013 sono passate alla dipendenza organico/operativa del COMFORAUS, il Comando delle forze ausiliarie. Gestisce, tra le altre cose, le attività del balipedio Cottrau.

## Storia
Il Centro di supporto e sperimentazione navale ha ereditato la sede di MARIPERMAN, la Commissione permanente per gli esperimenti del materiale da guerra, istituita alla Spezia il 28 gennaio 1880 allo scopo di dare una sede permanente dove poter sperimentare e collaudare armi e materiali da guerra.
Il 1º novembre 1962 venne costituito Marimissili, quando, al termine della trasformazione dell'incrociatore Garibaldi in unità missilistica, la Marina Militare ha ritenuto opportuno far convergere in un solo Ente "ad hoc" tutte le attività che interessavano l'installazione, la messa a punto ed il mantenimento in efficienza dei sistemi missilistici.
Le origini di Mariteleradar Livorno risalgono al 26 ottobre 1916 quando venne costituito l'Istituto elettrotecnico e radiotelegrafico della marina
(I.E.R.T.), la cui denominazione venne modificata il 27 luglio 1928 in Regio istituto elettrotecnico e delle comunicazioni della Marina (R.I.E.C.) e successivamente il 2 aprile 1947 in Istituto radar e delle telecomunicazioni della Marina Militare per poi essere intitolato il 6 maggio 1960 a Giancarlo Vallauri fondatore e primo direttore dell'istituto.
A partire dal 1º ottobre 1984 la denominazione è Istituto per le telecomunicazioni e l'elettronica della Marina Militare "Giancarlo Vallauri".
Il CSSN ITE è ubicato a Livorno nel comprensorio dell'Accademia navale ed ha un suo poligono antenne a Tirrenia in provincia di Pisa.
Dal 2023 è sede del Polo nazionale della subacquea.

## Direttori
- Antonio Rosario Gioia Passione (29/06/2018 - 28/01/2022)
- Davide Gabrielli (29/01/2022 - 03/11/2022)
- Sede Vacante (04/11/2022 - 16/05/2023)
- Cristiano Nervi[3] (17/05/2023 - attuale)